# Tolmerus oromii
Tolmerus oromii là một loài ruồi trong họ Asilidae. Tolmerus oromii được Hradský & Bosák miêu tả năm 2006. Loài này phân bố ở vùng Cổ Bắc giới.